# Boris Premužic
Boris Premužic (Ljubljana, 26 december 1968) is een voormalig Sloveens wielrenner. Hij won in 1993 de eerste editie van de Ronde van Slovenië.

## Erelijst
1993
- Eindklassement Ronde van Slovenië

1995
- 4e etappe Ronde van Slovenië

2000
- 3e etappe Ronde van Kroatië
- 4e etappe Ronde van Kroatië
- 2e etappe Ronde van Bosnië-Herzegovina

2002
- Sloveens kampioen op de weg